# Beelagi, Kushtagi
Beelagi là một làng thuộc tehsil Kushtagi, huyện Koppal, bang Karnataka, Ấn Độ.